# Socicam

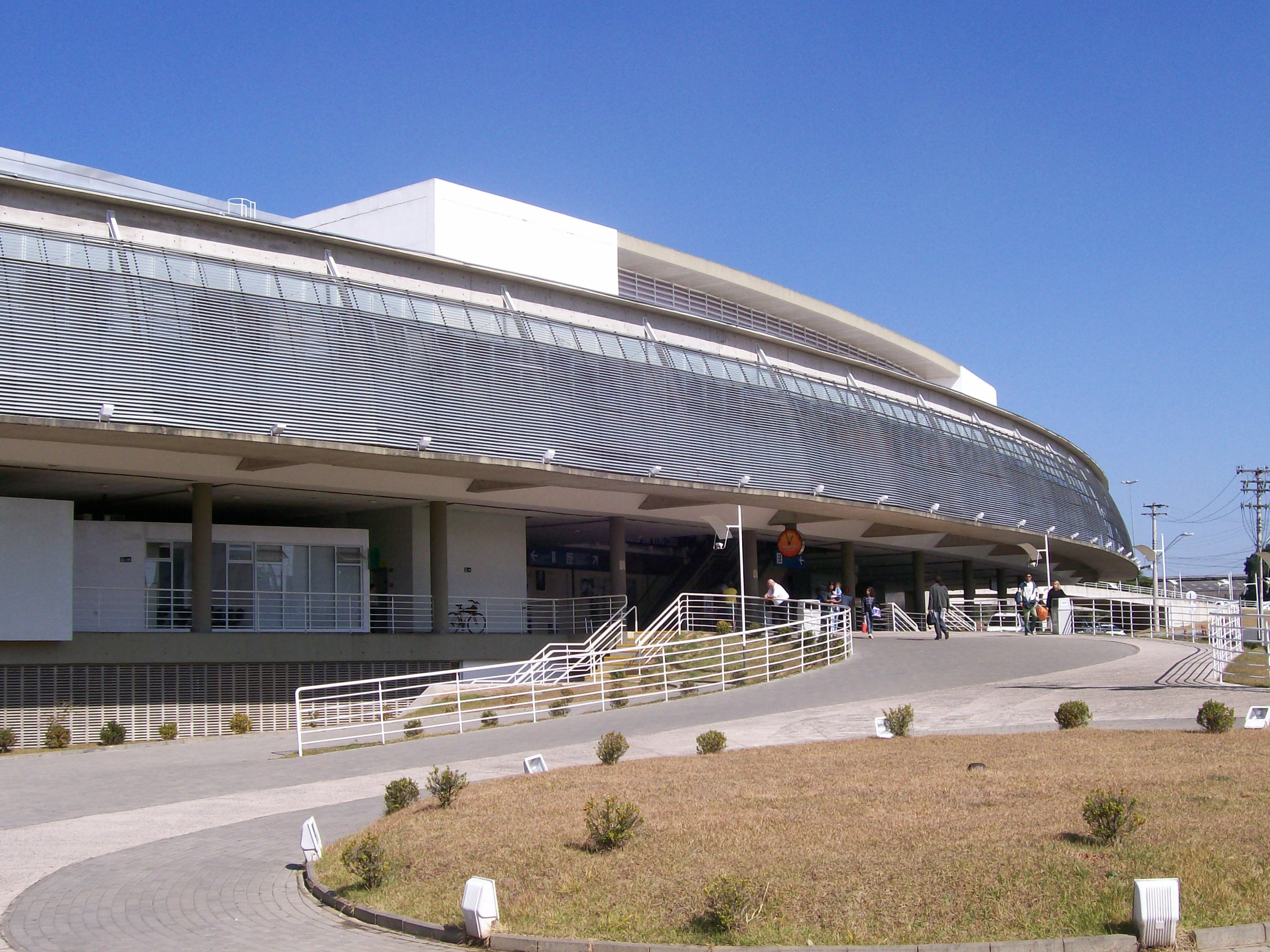
O Terminal Multimodal de Campinas é administrado pela Socicam.

A Socicam é um Grupo que atua como concessionária na administração, operação, manutenção e conservação de terminais rodoviários, terminais urbanos, aeroportos e portos. O nome Socicam é um acrônimo de Sociedade Civil Campineira, que foi onde teve origem, a cidade de Campinas, em 1972. Tem sua sede atual em São Paulo. 
É a administradora do Terminal Rodoviário Tietê, o maior do Brasil e do Terminal Rodoviário do Rio de Janeiro. e atualmente conta com diversas empresas dentro deste modal, como por exemplo: Nova Mobi Pernambuco que atua em pernambuco. A SPE SP Terminais Noroeste que atua em São Paulo e participa de diversas outras parcerias.

## Empreendimentos Administrados

### Terminais Rodoviários
São Paulo
- Terminal Rodoviário Tietê
- Terminal Rodoviário Barra Funda
- Terminal Intermunicipal Jabaquara
- Terminal Multimodal de Campinas
- Terminal Rodoviário de Ribeirão Preto
- Terminal Rodoviário de Jundiaí
- Terminal Rodoviário do Guarujá

Rio de Janeiro
- Terminal Rodoviário do Rio de Janeiro
- Terminal Rodoviário de Angra dos Reis

Minas Gerais
- Terminal Rodoviário de Belo Horizonte

Distrito Federal
- Rodoviária Interestadual de Brasília

Mato Grosso do Sul
- Terminal Rodoviário de Campo Grande

Sergipe
- Terminal Rodoviário de Aracaju

Pernambuco
- Terminal Rodoviário de Recife (TIP)
- Terminal Rodoviário de Garanhuns
- Terminal Rodoviário de Petrolina
- Terminal Rodoviário de Caruaru
- Terminal Rodoviário de Serra Talhada
- Terminal Rodoviário de Arcoverde

Paraíba
- Terminal Rodoviário de João Pessoa
- Terminal Rodoviário de Campina Grande

Rio Grande do Norte
- Terminal Rodoviário de Natal

Ceará
- Terminal Rodoviário de Fortaleza
- Terminal Rodoviário de Messejana

Chile
- Terminal Rodoviário de Puerto Montt

### Terminais Urbanos
Administra os Terminais paulistanos:
- Pirituba
- Lapa
- Casa Verde
- Nova Cachoeirinha
- Princesa Isabel
- Pinheiros
- Campo Limpo
- Amaral Gurgel
- A.E. Carvalho
- Aricanduva
- Cidade Tiradentes
- Itaquera II
- Mercado
- Parque D. Pedro II
- Penha
- Sacomã
- São Miguel
- Sapopemba/Teotônio Vilela
- Vila Carrão
- Vila Prudente [1]

- além de alguns corredores e pontos de parada.

No Rio de Janeiro, administra os terminais Américo Fontenelle, Menezes Côrtes, de Nilópolis e de Nova Iguaçu.
Administra o Terminal da Lapa, em Salvador.
Em Fortaleza, administra os terminais Antônio Bezerra, Papicu, Parangaba, Siqueira, lagoa, Messejana e Conjunto Ceará.

### Aeroportos
Santa Catarina
- Aeroporto de Chapecó

Minas Gerais
- Aeroporto Regional da Zona da Mata
- Aeroporto de São João del-Rei

Bahia
- Aeroporto de Vitória da Conquista
- Aeroporto de Una-Comandatuba
- Aeroporto de Ilhéus

Maranhão
- Aeroporto de Pinheiro

Ceará
- Aeroporto de Jericoacoara
- Aeroporto de Aracati

Goiás
- Aeroporto Internacional de Goiânia
- Aeroporto de Caldas Novas

Mato Grosso
- Aeroporto Internacional de Cuiabá
- Aeroporto de Alta Floresta
- Aeroporto de Rondonópolis
- Aeroporto de Sinop

Pará
- Aeroporto Internacional de Belém

Amapá
- Aeroporto Internacional de Macapá

### Portos
Amazonas
- Porto de Manaus

Bahia
- Porto de Salvador
- Terminal Turístico Náutico da Bahia